# Skrøbelig rigdom
|  | Denne artikel er oprettet af botten Steenthbot ud fra en ekstern database. Den kan derfor have sproglige fejl eller mangler. Denne skabelon kan fjernes efter kontrol af indholdet. |

Skrøbelig rigdom er en dansk dokumentarfilm fra 1988 instrueret af Søren Kloch.

## Handling
En drama-dokumentarisk film om en landsby i det sydlige Afrika og dens beboeres indsats for at vende en truende økologisk situation. Bonden Mathau prøver at få folk til at genindføre træer i landbrugsdriften efter agerskovbrugs-, agroforestryprincippet. Mathau siger: "Et land er kun et land, når der er mange træer." Landsbyen mener, han er angrebet af en alvorlig sygdom, som gør, at han kun kan tænke på træer. Selv hans gode ven Steve er skeptisk. Er det umagen værd? Hvad siger landbrugseksperterne? Kan udviklingen vendes, eller er det allerede for sent?

## Medvirkende
- Black "Mathau" Chakavanda
- Stephen Chigorimbo
- Billy Mukamuri
- Councillor Smart Bwoni
- Mary Madyakuseni
- E. Phiri